# 요베주

요베주의 위치

요베주(영어: Yobe State)는 나이지리아의 북동부에 있는 주로, 주도는 다마투루이다. 면적은 45,502km2이며, 인구는 1,411,481명(1991년)이다. 1991년 8월 27일 보르노주에서 분리되어 신설되었다. 북쪽으로는 니제르와 국경을 접하며 서쪽으로는 지가와주와 바우치주, 남쪽으로는 곰베주, 동쪽으로는 보르노주와 접한다.